# Créchets
Créchets település Franciaországban, Hautes-Pyrénées megyében. Lakosainak száma 46 fő (2022. január 1.). Créchets Aveux, Anla, Antichan, Gaudent és Gembrie községekkel határos.

## Népesség
A település népességének változása:
| Lakosok száma | 43   | 50   | 54   | 56   | 58   | 59   | 55   | 50   | 46   |
|               | 2013 | 2015 | 2016 | 2017 | 2018 | 2019 | 2020 | 2021 | 2022 |